# سیارک ۶۶۸۸
سیارک ۶۶۸۸ (به انگلیسی: 6688 Donmccarthy، نامگذاری:1981ER17) شش هزار و ششصد و هشتاد و هشتمین سیارک کشف شده‌است که در ۲ مارس ۱۹۸۱ کشف شد.
قدر مطلق سیارک برابر ۳۷.۱ است.